# SN 1997dq
SN 1997dq – supernowa typu Ic odkryta 2 listopada 1997 roku w galaktyce NGC 3810. W momencie odkrycia miała maksymalną jasność 15,00m.